# 前黎朝

前黎朝
大瞿越

前黎朝の領域（青）

前黎朝（レちょう、ぜんれいちょう、ベトナム語：Nhà Tiền Lê / 家前黎）は、10世紀から11世紀の約30年間、現在のベトナム北部を支配した王朝。首都は華閭（現在のニンビン省ホアルー市）。15世紀に黎利が建てた後黎朝と区別して、「前黎朝」と呼ばれる。

## 歴史
前黎朝の創始者である黎桓（レ・ホアン）は、丁朝大瞿越の建国者である丁部領（ディン・ボ・リン）に仕えていた。黎桓は丁部領の下で十道将軍に任じられ、軍事を司っていた。
979年の丁部領の暗殺後、黎桓は副王として国政を執る中で太后の楊雲娥との仲が親密になり、敵対する勢力を討伐した。チャンパ王国に亡命していた呉権の子孫である呉日慶（ゴ・ニャット・カイン）が、同年に王位を要求して華閭に侵攻しようとしたが、黎桓は呉日慶を撃破した。丁部領の死を知った宋は安南への出兵を決定し、宋の侵攻を前にして丁朝の将兵は黎桓を新たな君主に推した。楊雲娥は子の皇帝丁璿（ディン・トアン）を守るために黎桓と再婚し、新たに黎桓が帝位に就いた。
981年に白藤（バクダン）江の戦いで大瞿越軍は海路から侵入した宋軍に勝利し、諒山（ランソン）でも陸路から侵入した宋軍を破った。
982年にはチャンパに親征して都インドラプラを攻略し、チャンパ王インドラヴァルマン4世は南方に逃れた。983年に宋への朝貢を再開し、この時にチャンパ遠征の戦利品と思われる乳香や犀角を納めた。大瞿越軍がチャンパから撤退した後、黎桓の配下であった劉継宗（ルー・ケ・トン）がチャンパで占城王を称した。南方にはインドラヴァルマン4世と劉継宗の政権が並立し、インドラヴァルマン4世は宋に助けを求めた。宋は黎桓にチャンパへの侵入を禁じたが、黎桓は宋の禁令に従わず、989年と992年の2度にわたってチャンパに侵入した。
993年、黎桓は宋より交趾郡王に封じられた。
1005年の黎桓の死後、各地に分配した皇子たちの内訌によって国力は低下した。黎桓の三男の黎龍鉞（レ・ロン・ベト）が即位するが、わずか3日で廃位された。代わって黎龍鉞を殺害した弟の黎龍鋌（レ・ロン・ディン）が即位する。黎龍鋌は残忍な性格で知られ、罪人に過酷な刑罰を下すことを好んだという。黎龍鋌の死後、1009年末に僧侶と廷臣の支持を受けた禁軍の指揮官の李公蘊が帝位に就いた。後代に中国で編纂された史書には、李公蘊が即位の際に幼帝を殺害したと記されている。

## 社会
皇帝が軍事と民政の両方を統制し、官人の最高位である太師と最も高名な仏僧である大師が君主を補佐した。大師は宋からの使者をもてなす外交官としての役目も有していた。黎桓は皇子を地方に配置して地方勢力の抑制を試み、楊雲娥を5人の皇后の筆頭に置いた。
国内は10の路（行政区画）に分けられ、路の下に府と州が置かれた。行政を担当する官吏は軍人が兼ねていたが、地方の官吏は不足していた。
軍事においては皇帝と都華閭を守る禁軍、軍事訓練と農耕を行う地方軍が設置された。

## 農業・経済
毎年春に皇帝自らが地方を巡行し、豊作を祈る籍田の儀式を執り行った。開墾と生産が奨励され、多くの水路が開削された。
また、天福銭という銅銭も鋳造されている。

## 歴代皇帝
1. 大行皇帝（黎桓、在位：980年 - 1005年）
2. 中宗（黎龍鉞、在位：1005年） - 黎桓の三男。
3. 臥朝皇帝（黎龍鋌、在位：1005年 - 1009年） - 黎桓の五男。黎龍鉞の同母弟。

## 元号
1. 天福：980年 - 988年
2. 興統：989年 - 993年
3. 応天：994年 - 1007年
4. 景瑞：1008年 - 1009年